# Dāvis Krūmiņš
Dāvis Krūmiņš (né le 28 juin 1990 à Riga, en RSS de Lettonie) est un joueur italien de volley-ball. Il mesure 1,95 m et joue passeur.

## Clubs
| Club                      | De        | À         |
| ------------------------- | --------- | --------- |
| Pallavolo Modène          | 2006-2007 | 2007-2008 |
| Pallavolo Reggio d'Émilie | 2008-2009 | 2008-2009 |
| Gabeca Pallavolo          | 2009-2010 | 2010-2011 |
| Libertas Brianza          | 2011-2012 | 2011-2012 |
| New Mater Volley          | 2012-2013 | 2012-2013 |
| Pallavolo Modène          | sep 2013  | déc 2013  |
| Volley Milan              | jan 2014  | avr 2014  |

## Palmarès
- Challenge Cup (1)
  - Vainqueur : 2008
- Top Teams Cup
  - Finaliste : 2007